# Upper Demerara-Berbice

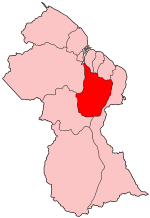
Regionens läge i Guyana.

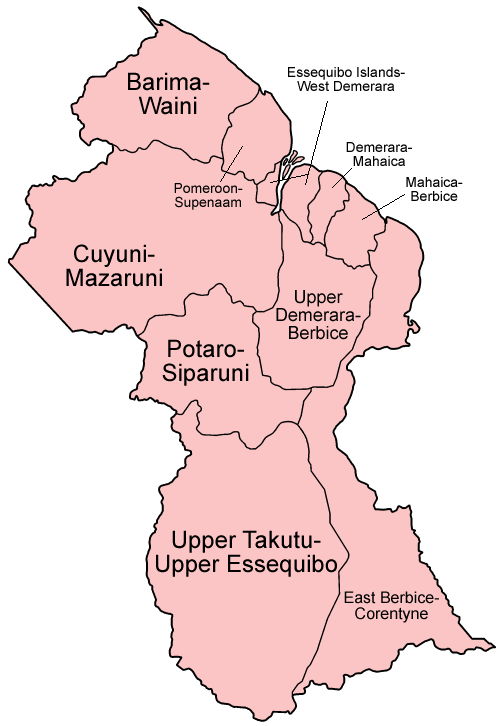
Guyanas 10 regioner.

Regionen Upper Demerara-Berbice (Region 10 - Upper Demerara-Berbice) är ett av Guyanas 10 Administrativa regioner.

## Geografi
Upper Demerara-Berbice har en yta på cirka 17 081 km² med cirka 41 100 invånare. Befolkningstätheten är 2 invånare/km².
Huvudorten är Linden med cirka 29 500 invånare.

## Förvaltning
Regionen förvaltas av en Regional Democratic Council (Regionala demokratiska rådet) som leds av en Chairman (Ordförande). Regionens ordningsnummer är 10 och ISO 3166-2-koden är "GY-UD".
Upper Demerara-Berbice är underdelad i 9 Neighbourhood Democratic Councils (distrikt):
Ordinarie:
- Kwakwani
- Linden stad

Ej ordinarie:
- Coomaka Lands
- Ituni
- Mabura Hills
- Makouria River
- Berbice River (settlements)
- Mora Creek (Aorima), Hururu
- Övriga områden

Den nuvarande regionindelningen om 10 regioner infördes 1980.